# 東湖 (臺北市)
東湖次分區，是臺北市內湖區東部的一個次分區，範圍包括五分里、東湖里、安湖里、樂康里、內溝里、安泰里、葫洲里、南湖里、蘆洲里、明湖里、康寧里及金湖里。其西鄰由北而南分別為金龍次分區、紫陽次分區及灣仔次分區，南鄰為南港區，東鄰為新北市汐止區。
內湖垃圾焚化廠位於東湖次分區南端的蘆洲里，原廠區的西半部改設為「葫蘆洲運動公園」。

## 歷史
東湖次分區在台灣清治時期及日治初期屬於芝蘭一堡里族庄的一部分。1920年（大正九年）行政區劃改制時，里族庄改制為「新里族」大字，隸屬於臺北州七星郡內湖庄，其下有「內溝」、「五分」、「火炭坑」、「十四分」、「白石湖」、「十四分坡」、「葫蘆洲」、「粉寮」、「羊稠」、「灣子」、「洲尾」等小字。
今日東湖次分區大約是「內溝」、「五分」、「火炭坑」、「十四分」、「葫蘆洲」等小字範圍。

## 地理
東湖地區位坑頭山、尖坪山以南，地勢北高南低。內溝溪自坑頭山往東南流，形成一帶狀河谷平原，向南注入基隆河。

## 交通
在公路方面，國道1號中山高速公路橫向穿越東湖次分區南部，在康寧路三段設有東湖交流道，為往南（此路段往西）的單向出入匝道。透過康寧路三段及南湖大橋（連接南港與內湖），可讓東湖次分區與南港軟體園區的車輛快速進出臺北市區。
東湖中心地帶的主要街道康寧路三段、東湖路、康樂街等，其中康樂街也是通往東北部內溝里山區的連絡道路。其他主要街道尚有西部金湖里的民權東路六段、金湖路、成功路五段，南部蘆洲里的安康路、潭美街，北部安泰里的安泰街等。

### 台北捷運
在鐵路方面，臺北捷運文湖線大致以南北向穿越東湖次分區西半部，在境內設有葫洲站及東湖站兩個車站。

### 公車資訊
東湖地區公車路線眾多，除了公車總站大都會客運位於東湖(內湖幹線、287、281)及欣欣客運位於汐止市忠山里(630、903、646、53、531)，還有社后地區進入東湖地區之路線。
| 編號     | 經營業者             | 區間                           | 備註                                                 |
| -------- | -------------------- | ------------------------------ | ---------------------------------------------------- |
| 21       | 首都客運             | 捷運文德站－捷運圓山站         | 原21直達車。行經明水路，例假日停駛。                 |
| 53       | 欣欣客運             | 瓏山林社區－西松高中           | 例假日停駛。                                         |
| 203      | 光華巴士、中興巴士   | 汐止社后－天母                 |                                                      |
| 240直    | 光華巴士             | 東湖－國父紀念館               | 行經環東大道，例假日停駛。                           |
| 247      | 光華巴士             | 東湖－衡陽路                   | 經金龍路。                                           |
| 247 區間 | 光華巴士             | 東湖－捷運圓山站               | 不經金龍路。                                         |
| 281      | 大都會客運           | 東湖－市政府                   |                                                      |
| 284      | 首都客運             | 汐止社后－景美                 | 直行成功路，別稱成功幹線。部份時段不停靠三總內湖站。 |
| 內湖幹線 | 大都會客運           | 東湖－衡陽路                   | 幹線公車轉乘優惠                                     |
| 287 區間 | 大都會客運           | 東湖－臺北橋                   | 與原21合併，行經金湖路。                             |
| 531      | 欣欣客運             | 紫雲里－松山車站               | 例假日停駛。                                         |
| 590      | 新北客運             | 博市社區－南港車站             | 原F917                                               |
| 591      | 中興巴士、新北客運   | 水蓮山莊－南港車站             | 原F918                                               |
| 617      | 三重客運             | 泰山－內湖                     | 成功路二段左轉，順時針行駛，不經松山機場。           |
| 617副    | 三重客運             | 泰山－內湖                     | 民權東路六段直行，逆時針行駛，經松山機場。           |
| 北環幹線 | 光華巴士、大有巴士   | 北士科－中華科技大學           | 幹線公車轉乘優惠                                     |
| 629      | 新北客運             | 汐止五堵－松山車站             | 新北市區公車                                         |
| 630      | 欣欣客運、大都會客運 | 東園－東湖                     |                                                      |
| 645      | 三重客運             | 舊莊－榮總                     | 部份時段不進三總。                                   |
| 645副    | 三重客運             | 中華科技大學－榮總             | 部份時段不進三總。例假日停駛。                       |
| 646      | 欣欣客運             | 東湖－捷運劍潭站               | 經康寧路一段。例假日停駛。                           |
| 677      | 光華巴士             | 汐止社后－金龍寺               | 與原F916整併。例假日停駛。                           |
| 677副    | 光華巴士             | 汐止社后－金龍寺               | 與原F916 行經明峰街整併。例假日停駛。                |
| 681      | 光華巴士             | 東湖－陽明山                   | 不經內湖路二段。                                     |
| 683      | 光華巴士             | 後港里－南港高工               |                                                      |
| 711      | 中興巴士             | 汐止－圓環                     |                                                      |
| 896      | 新北客運             | 汐止烘內－南港車站             | 新北市區公車                                         |
| 903      | 欣欣客運             | 東湖－捷運忠孝復興站           | 快速公車轉乘優惠                                     |
| 南京幹線 | 首都客運             | 南港高工－圓環                 | （實際起點顯示為東湖） 幹線公車轉乘優惠              |
| 棕10     | 東南客運             | 捷運大湖公園站－捷運南京復興站 | 經環東大道。                                         |
| 棕19     | 東南客運             | 捷運大湖公園站－南港車站       | 經康湖路、康樂街。                                   |
| 紅2      | 光華巴士             | 汐止社后－捷運圓山站           |                                                      |
| 民權幹線 | 首都客運             | 南港－台北橋                   | 幹線公車轉乘優惠                                     |
| 藍36     | 首都客運             | 汐止社后－捷運昆陽站           | 與284相比，直行民權東路六段。                        |
| 藍51     | 東南客運             | 捷運昆陽站－安泰里             |                                                      |
| 小1      | 東南客運             | 內溝－中華科技大學             |                                                      |
| 小1 區間 | 東南客運             | 內溝－捷運昆陽站               | 部分班次繞行至康寧護專（康寧路三段75巷）。           |

## 教育

### 大專院校
- 康寧大學台北校區

### 高中職
- 臺北市立南湖高級中學

### 國民中學
- 臺北市立東湖國民中學
- 臺北市立明湖國民中學

### 國民小學
- 臺北市立東湖國民小學
- 臺北市立明湖國民小學
- 臺北市立南湖國民小學
- 臺北市立麗湖國民小學

## 公共設施
- 臺北市立圖書館東湖分館
- 哈拉影城
- 內溝溪生態展示館
- 內溝溪景觀生態步道
- 南湖右岸河濱公園
- 葫蘆洲運動公園
- 東湖樂活公園